# Wonder of the Seas
Die Wonder of the Seas ist ein Kreuzfahrtschiff der US-amerikanischen Reederei Royal Caribbean International. Es wurde auf der Werft Chantiers de l’Atlantique im französischen Saint-Nazaire gebaut und nahm 2022 den Dienst auf. Mit einer Länge von 362 Metern und einer Vermessung von rund 235.600 BRZ löste es sein Schwesterschiff, die Symphony of the Seas, als damals größtes Kreuzfahrtschiff der Welt ab und wurde wiederum im Januar 2024 von der Icon of the Seas mit einer Länge von 365 Metern und einer Vermessung von 248.663 BRZ abgelöst. Es ist das fünfte Schiff der Oasis-Klasse von Royal Caribbean.

## Geschichte
Im Mai 2016 wurde bei der damaligen Werft STX France (heute Chantiers de l’Atlantique) anlässlich der Ablieferung der Harmony of the Seas ein fünftes Schiff der Oasis-Klasse, die Wonder of the Seas, mit geplanter Ablieferung 2021 in Auftrag gegeben.
Der Bau der Wonder of the Seas begann am 24. April 2019 mit dem ersten Stahlschnitt auf der Französischen STX Werft unter der Baunummer C 34. Die Maschinenraumsektion des Schiffes entstand 2019 bei der Crist-Werft in Danzig und wurde im November 2019 schwimmend, gemeinsam mit weiteren Sektionen für das Schiff, nach Frankreich überführt. Die Kiellegungszeremonie fand am 19. Oktober 2019 statt, bei der ein Portalkran den ersten 970 Tonnen schweren Stahlblock des Schiffes in das Trockendock der Werft gehoben hat. Dabei ist es in der Seefahrt Tradition, dass Münzen unter den ersten Block eines Schiffes gelegt werden. Am 4. September 2020 schwamm das Schiff im Trockendock auf und verließ am folgenden Tag mit Unterstützung von sieben Schleppern das Trockendock. Es wurde in das Bassin C zur weiteren Ausrüstung geschleppt.
Ursprünglich sollte das Schiff bereits 2021 seine Jungfernfahrt antreten. Allerdings verzögerte die anhaltende COVID-19-Pandemie den Bau derartig, dass dieser Termin um ein Jahr verschoben werden musste. Von August bis September 2021 fanden die obligatorischen Seatrials statt, in deren Rahmen die Funktionalität aller technischen Systeme sowie Motoren an Bord geprüft wurde.
Nach erfolgreicher Beendigung der Testfahrten kehrte das Schiff zur Bauwerft in Saint-Nazaire für die Endausrüstung zurück. Die technical delivery erfolgte am 29. Oktober 2021, die eigentliche Ablieferung erfolgte am 27. Januar 2022.

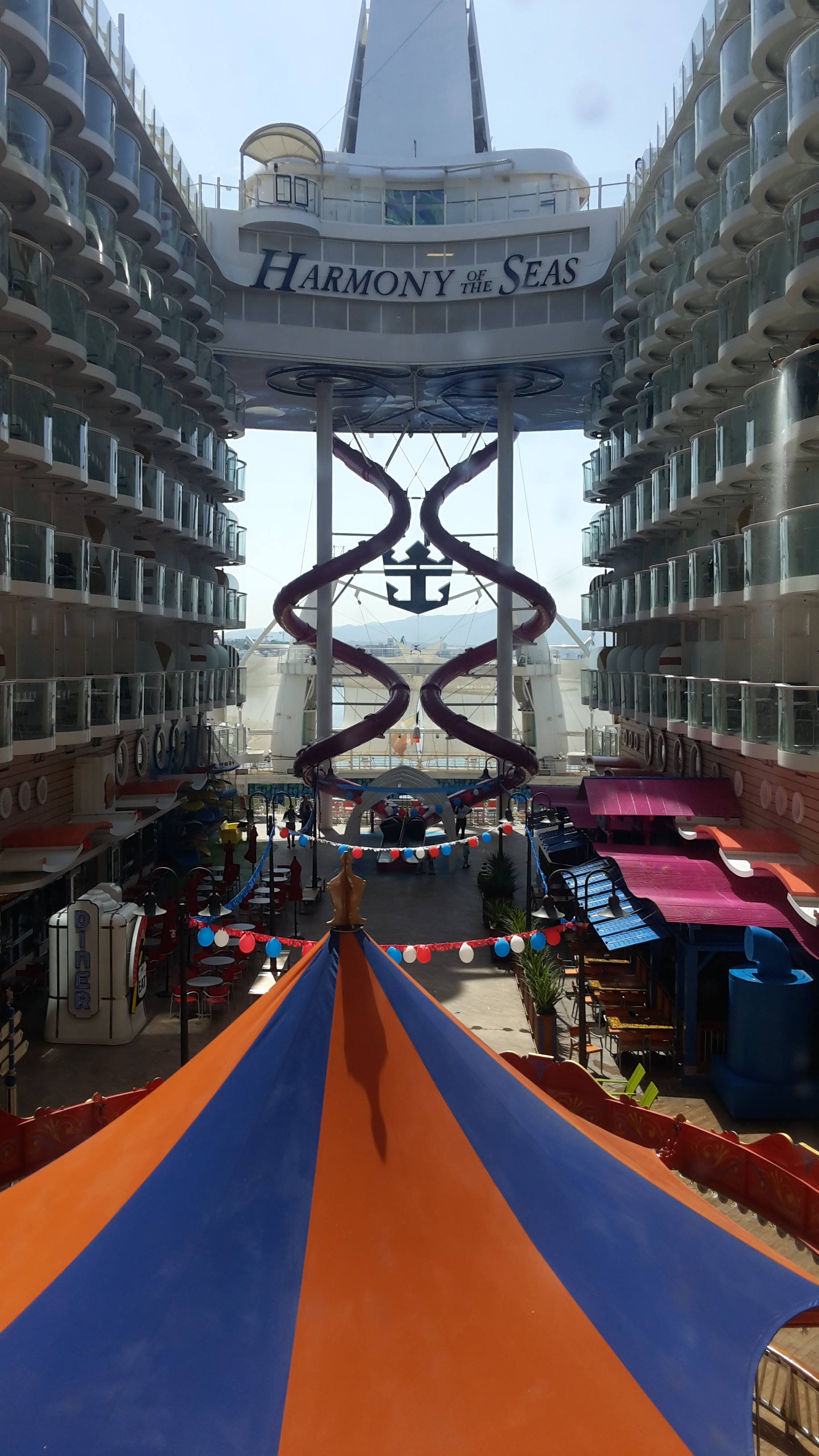
The Ultimate Abyss; hier bei der Schwester Harmony of the Seas

## Ausstattung
Wie bei allen Schiffen der Oasis-Klasse zählt zu den Besonderheiten an Bord der Central Park, der aus echten Pflanzen besteht. Die Begrünung dieser Fläche führte eine Hamburger Firma durch. Wie auch auf dem Schwesterschiff Symphony of the Seas gibt es auf dem Schiff die zehn Decks hohe Rutsche Ultimate Abyss, die am Heck des Schiffes platziert ist. In diesem Bereich ist auch das von außen erkennbare Aqua Theatre zu finden. Weiter verfügt das Schiff über ein Casino.
Im vorderen Teil des Kreuzfahrtschiffes liegt das Solarium. Dieses überdachte Areal enthält mehrere Whirlpools, die deutlich über den eigentlichen Schiffsrand hinausragen. Den Passagieren stehen auf den 18 Decks insgesamt 25 Bars sowie mehrere Restaurants zur Verfügung.
Des Weiteren ist die Wonder of the Seas in acht verschiedene Themenbereiche („Neighbourhoods“) unterteilt und entspricht mit dieser Aufteilung dem Typschiff der Oasis-Klasse. Die 18 Rettungs- sowie Tenderboote wurden von der Fassmerwerft in Berne gebaut und geliefert. Um das Schiff auch auf engstem Raum sicher manövrieren zu können, verfügt die Wonder of the Seas über vier je 5500 kW starke Bugstrahlruder.

## Einsatz
Die Wonder of the Seas wird für Wochenendtouren ab Miami eingesetzt.